# Хубер, Карой
Карой Хубер (венг. Huber Károly; 1 июля 1828, Варьяш, ныне в составе города Мерешти, Румыния — 19 декабря 1885, Будапешт) — венгерский скрипач, дирижёр и композитор. Отец Енё Хубаи.
Учился музыке в Араде. С 1844 года играл на скрипке в пештском Национальном театре, с 1851 года — в Венской опере, в следующем году вернулся в Будапештскую оперу концертмейстером и до 1871 года занимал первый пульт в оркестре, затем исполнял обязанности второго дирижёра. В 1856 году предпринял европейское гастрольное турне, в 1857 году образовал собственный струнный квартет. В 1866 году дирижировал венгерской премьерой оперы Рихарда Вагнера «Лоэнгрин». С 1871 года руководил различными будапештскими хоровыми коллективами. С 1884 года преподавал в Музыкальной академии Ференца Листа, первый руководитель скрипичной кафедры.
Автор оперы «Секейская девушка» (венг. A székely leány; 1858), симфонических, камерных, хоровых сочинений.